# Віланела
Вілане́ла (італ. villanella — сільська пісня, від пізньолат. villanus — селянин; також villanesca, скорочено від canzone villanesca alla napolitana, буквально «сільська пісня в неаполітанської манері») — жанр італійської ліричної (пасторальної, часто з комічним відтінком) поезії і багатоголосна пісенна форма. Жанр віланели — один із найважливіших (поряд з фротолою) попередників італійського мадригалу.
Віланела зародилася, ймовірно, в Неаполі у другій половині XV століття. З 30-х років XVI століття отримала стабільний вигляд куплетно-строфічної форми на 3 або 4 голоси (з кінця XVI століття також на 5 голосів). Верхній голос віланел міг виконувати соліст, а решта голосів доручалися музичним інструментам (як правило, лютні, в XVII ст. також іспанській гітарі). Склад віланел поліфонічний, більшою частиною в гомофонній фактурі, з елементами імітаційної поліфонії. З Італії в XVI столітті віланела поширилася до Франції, де отримала назву віланель (фр. villanelle). Відомі також німецькі (Я. Регнарт) і англійські (Томас Морлі) стилізації віланели. Найбільші автори музичних віланел у XVI столітті — Адріан Вілларт (починаючи із збірки 1545 року), Джованні Доменіко та Нола (поет і композитор), Орландо Ласо (збірка 1555 року) Лука Маренціо, Клод Ле Дружин, Сіґізмондо д'Індіа. Багато музичних віланел публікувалися в Італії, Нідерландах і Франції XVI століття як анонімні твори.
Інтерес до віланели (в основному, в дусі стилізації «сільської» пасторальної лірики) відродився в XIX — XX століттях. Поетичні віланели писали у Франції (Леконт де Ліль, Шарль Марі Рене, Шарль Леконт де Ліль, Теодор де Банвіль), Великій Британії (Г. А . Добсон, Ділан Томас), Росії (В. Я. Брюсов). Музичні стилізації віланелі написали французькі композитори XIX і XX століть Гектор Берліоз Поль Дюка Франсіс Пуленк.
Поряд з іншими багатоголосим пісенними формами (фротолою, канцонетою), так само як й італійським фобурдоном у богослужбовій музиці, італійська віланела XVI століття дала сильний поштовх розвитку акордового почуття і (як наслідок) гармонічної тональності.

## У поезії
У поезії, віланела — жорстка поетична форма з повторюваними строфами. Класична віланела — вірш, що складається з 19 рядків: п'яти тривіршів і одного завершального чотиривіршу. Середні строфи всіх тривіршів римуються між собою. Перша і третя рядки першого тривірша по черзі повторюються в останніх рядках наступних тривіршів, а також у третій і четвертій рядках завершального чотиривірші.
У кінці XIX століття відбулося деяке відродження віланели в англійській поезії. Класичним прикладом сучасної віланели є «Do not go gentle into that good night» валійського поета Ділана Томаса.